# 7. сјевернодалматински корпус
7. сјевернодалматински корпус је био корпус у саставу Српске војске Крајине. Он је био формиран у јесен 1992. године од бившег Зонског штаба Територијалне одбране за Сјеверну Далмацију, двију бригада посебних јединица милиције РСК (92. бенковачке бригаде и 75. книнске бригаде) и дјелова јединица из некадашњег 9. книнског корпуса ЈНА. Команданти корпуса су били: пуковник Милан Ђилас, пуковник Слободан Вукосављевић, пуковник Боро Познановић, пуковник Весо Козомора и генерал-мајор Слободан Ковачевић. Начелници штаба су били: пуковник Драган Тањга, пуковник Стево Шево, пуковник Вељко Босанац, пуковник Тихомир Алавања, пуковник Живко Шапоња и потпуковник Милорад Радић.
Корпус је био лоциран на територији Сјеверне Далмације и бранио је границу РСК према Хрватској (на западу од Малог Алана на Велебиту до аеродрома Земуник и на југу од аеродрома Земуник, преко Миљевачког платоа до Бравчева Долца на Динари, укључујући и административну границу према Републици Српској, где је остваривана веза са јединицама Другог Крајишког корпуса ВРС. На сјеверозападу и сјевероистоку корпус је остваривао непосредну везу са јединицама 15. личког корпуса СВК.
Уз ангажовање припадника корпуса обновљен је рад спортских друштава у градовима: Книн, Обровац, Бенковац, Дрниш. Остварени су услови за рад Универзитета „Никола Тесла“, рад владиних и невладиних организација и других структура у овим мјестима.

## Организација
Састав 7. корпуса:
- Команда (Книн)
- 1. лака пешадијска бригада (Врлика)
- 2. пешадијска бригада (Кистање)
- 3. пешадијска бригада (Бенковац)
- 4. лака пешадијска бригада (Обровац)
- 75. моторизована бригада (Дрниш)
- 92. моторизована бригада (Бенковац)
- 7. лаки противавионски пук ПВО (Книн)
- 7. мешовити артиљеријски пук (Книн)
- 7. мешовити противоклопни артиљеријски пук (Бенковац)
- 77. позадинска база (Книн)

## Наоружање
Списак наоружања 7. корпуса СВК закључно са 17. мајем 1995. године:
Артиљерија:
- минобацачи 120 mm - 61
- брдски топ 76 mm М-48Б-1 - 12
- топ 76 mm ЗИС-3 - 35
- топ 100 mm T-12 - 22
- топ 130 mm М-46 - 5
- топ-хаубица 152 mm М-84 Нора - 16
- обалски топ 88 mm - 2
- хаубице 105 mm М-56 и М2А1 - 31
- хаубица 122 mm Д-30 - 24

Ракетна артиљерија
- ПОЛО 9П122 - 12
- ПОЛК 9К11 Маљутка - 57
- вишецевни лансер ракета 128 mm M-63 "Пламен" - 9
- самоходни вишецевни лансер ракета 128 mm М-77 Огањ - 5
- самоходни вишецевни лансер ракета 262 mm М-87 Оркан - 1

Борбена возила
- тенк Т-34 - 27
- тенк Т-55 - 32
- тенкови Т-72 и М-84 - 9
- тенк за извлачење "ТЗИ" - 2
- самоходни топ 76 mm М-18 - 8
- самоходни топ 90 mm М-36 - 5
- оклопни транспортер БТР-50 - 4
- оклопни транспортер М-60 - 28
- борбено возило пешадије М-80 - 9
- самоходни противавионски топ 20/3 mm БОВ-3 - 10

Противваздушна одбрана
- противавионски топ 20 mm М-75 - 41
- противавионски топ 20/3 mm М-55 - 56
- самоходни противавионски топ 30/2 mm М53/59 Прага - 6
- противавионски топ 40 mm Бофорс - 10
- противавионски топови 40 mm М1 и М12 - 7
- ракетни систем ПВО Стрела 2-М - 74
- самоходни ракетни систем ПВО Стрела-1 - 6